# Úbikh
|  | Per a altres significats, vegeu «Ubikh». |

Úbikh (rus: У́бых) és un khútor del krai de Krasnodar, a Rússia. Es troba a la riba esquerra del riu Tsemés, a 15 km al nord-oest del centre de Novorossisk i a 109 km al sud-oest de Krasnodar, la capital.
Pertany a l'ókrug urbà de Novorossisk.